# Агитация
Агита́ция (лат. agitatio — приведение в движение) — устная, печатная и наглядная политическая деятельность, воздействующая на сознание и настроение людей с целью побудить их к политическим или другим действиям.

## Формы агитации
- Встречи с избирателями, митинги, шествия;
- Агитация в СМИ (телевидение, радио, газеты, журналы);
- Агитация в Интернете, в том числе в социальных сетях (создание групп, контекстная реклама);
- Наружная агитация (баннеры, уличные щиты, уличные мониторы)[1];
- Организация концертов, мероприятий, благотворительных акций;
- Наглядная агитация (листовки, плакаты);
- Телефонная агитация: формирующие опросы и автозвонки (массовая рассылка записи голоса кандидата);
- Работа с инициативными группами трудовых коллективов (крупные предприятия, заводы, военные части, ВУЗы)
- Выступления на собраниях крупных сообществ (например, перед родителями школьников и воспитанников детских садов).

Также существуют менее распространённые формы агитации: избирательные клубы, сплетни, чёрный пиар и т. д.

### Предвыборная агитация
Агитация, осуществляемая в период избирательной кампании и имеющая целью побудить избирателей к голосованию за кандидата, кандидатов, список кандидатов или против него (них) либо против всех кандидатов (против всех списков кандидатов) называется предвыборной. Также может осуществляться агитация за посещение выборов для увеличения явки, но без агитации за конкретных кандидатов.